# Иванов, Владимир Леонтьевич
Влади́мир Лео́нтьевич Ивано́в (род. 26 апреля 1936 года, Каменка-Днепровская, Каменско-Днепровский район, Запорожская область, УССР, СССР) — советский и российский военачальник. Командующий Военно-космическими силами (1992—1996). Начальник космодрома Плесецк (1979—1984). Генерал-полковник (1989). Кандидат технических наук (1984), доктор военных наук (1992). Герой Труда Российской Федерации (2023).

## Биография
Родился в 1936 году в г. Каменка-Днепровская Запорожской области Украинской ССР. В годы Великой Отечественной войны пропал без вести на фронте его отец, семья пережила войну в эвакуации в Актюбинске.
В Вооружённых силах СССР с 1954 года. Окончил Каспийское высшее военно-морское училище им. С. М. Кирова (1958), стажировался в качестве командира торпедного катера. Но получил назначение в воинскую часть на станции Плесецкая Архангельской области. После краткосрочной переподготовки в Ростовском высшем артиллерийском инженерном училище (1959) стажировался на космодроме Байконур у А. И. Носова. Прибыв в Плесецк на должность начальника расчёта, заочно окончил Ростовское высшее военное командное училище им. Главного маршала артиллерии М. И. Неделина (1963). С момента их формирования в 1959 году служил в Ракетных войсках стратегического назначения СССР: начальник расчета, начальник отделения, начальник группы.
В 1969 году поступил на командный факультет Военной артиллерийской академии им. Ф. Э. Дзержинского и в 1971 году после успешного её окончания был назначен командиром 684-го ракетного полка (позывной — «Деловой») 52-й ракетной дивизии в посёлке Бершеть Пермской области. Далее продолжал службу в Ракетных войсках стратегического назначения заместителем командира 52-й ракетной дивизии, с 27 ноября 1974 (приказ Министра обороны СССР № 01148) по 9 июля 1976 года — командиром 42-й ракетной Тагильской дивизии.
Воинское звание генерал-майора было присвоено 6 мая 1976 года, генерал-лейтенанта — 3 ноября 1983 года.
9 июля 1976 года приказом Министра обороны СССР № 0595 назначен заместителем командующего 31-й ракетной армией по боевой подготовке, в 1978 году — заместителем начальника 53-го научно-испытательного полигона МО СССР, позднее ставшим известным как «Космодром Плесецк», с июня 1979 года по 1984 год возглавлял его.
В 1984 году был переведен в Москву на должность первого заместителя начальника Главного управления космических средств Генерального штаба ВС СССР — начальника штаба. С 1986 по 1999 годы — председатель Государственной комиссии по обеспечению полётов и эксплуатации комплекса «Мир».
Окончил Высшие академические курсы при Военной академии Генерального штаба Вооружённых сил СССР им. К. Е. Ворошилова (1987) и Военную академию Генерального штаба Вооружённых сил СССР им. К. Е. Ворошилова экстерном (1991).
В 1989—1992 годах — начальник управления космических средств Министерства обороны СССР и России. С 30 сентября 1992 года — первый командующий Военно-космическими силами Российской Федерации. На этом посту, кроме больших усилий по формированию и по организации боевой службы нового вида войск добился от Президента России в ноябре 1994 года подписания указ о создании 1-го Государственного испытательного космодрома России (космодрома Плесецк), в середине 1990-х годов в составе государственной комиссии участвовал в выборе места для строительства 2-го Государственного испытательного космодрома Министерства обороны Российской Федерации у города Свободный в Амурской области. Также в те годы был заместителем председателя Государственных комиссий по принятию на вооружение боевых ракетных комплексов железнодорожного (БЖРК), шахтного (РТ-2П) и грунтового («Тополь») базирования, председателем Государственных комиссий по лётным испытаниям систем СПРН (предупреждение о ракетном нападении), ГЛОНАСС (навигация), «Стрела-3» (спецсвязь) и «Эридан» (картография). 1 октября 1996 года уволен в запас, по мнению ряда аналитиков — из-за несогласия с передачей ВКС в состав РВСН.
После увольнения из армии с 1997 года работал заместителем генерального директора Государственного космического научно-производственного центра им. М. В. Хруничева. Член Научно-технического совета ГКНПЦ им. М. В. Хруничева и членом Диссертационного совета ГКНПЦ им. М. В. Хруничева. Один из ведущих создателей перспективного космического ракетного комплекса «Ангара» и ракетно-космического комплекса «Рокот». Несколько лет являлся председателем Государственной комиссией по пилотируемым программам (на этом посту подписал решения о стартах 16 пилотируемых и 28 грузовых кораблей), председателем Государственной комиссии по запускам первых зарубежных космических аппаратов ракетой-носителем «Протон».
Член Клуба военачальников Российской Федерации.
Кандидат технических наук (1984), доктор военных наук (1992), профессор. Действительный член Академии космонавтики им. К. Э. Циолковского (1993), академик Академии военных наук, академик Международной академии космонавтики.
Во время службы избирался также депутатом Нижне-Тагильского городского совета депутатов трудящихся Свердловской области в 1975 году и депутатом Архангельского областного совета народных депутатов в 1980 году.

## Награды
- Герой Труда Российской Федерации (20 июля 2023 года) — за особые трудовые заслуги перед государством и народом[7]
- Орден Александра Невского (2019)[8]
- Орден Красной Звезды (1988)
- Орден «За службу Родине в Вооружённых Силах СССР» II степени (1978)
- Орден «За службу Родине в Вооружённых Силах СССР» III степени (1975)
- Медали СССР и РФ
- Орден «Красное Знамя» (Болгария, 22 января 1985 года[9])
- Орден «Парасат» (Казахстан)[10]
- Медаль «Братство по оружию» (ПНР, 12 октября 1988 года)
- Медаль «30-я годовщина Революционных Вооружённых сил Кубы» (Куба, 24 ноября 1986 года)
- Медаль «100 лет со дня рождения Георгия Димитрова» (Болгария, 14 февраля 1983 года)
- Медаль «60 лет Вооружённым силам МНР» (МНР, 29 декабря 1981 года)
- Премия Правительства Российской Федерации имени Ю. А. Гагарина в области космической деятельности (2016) — за организацию разработки и создания ракетно-космической техники, использования результатов космической деятельности на базе системы космических средств двойного назначения
- Почётный гражданин города Байконур (2012)[11]
- Почётный гражданин города Мирного (2007)[12]

## Сочинения
- Иванов В. Л. Повседневная жизнь командующего ВКС России. — М.: Молодая гвардия, 2006. — 252 с. — (Живая история: повседневная жизнь человечества);  ISBN 5-235-02906-2